# ピエール・ユラン

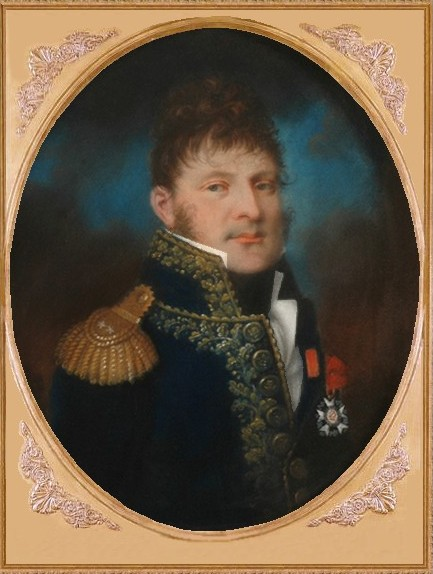
ピエール・ユラン

ピエール＝オーギュスタン・ユラン（フランス語: Pierre-Augustin Hulin、1758年9月6日 - 1841年1月9日）は、フランス革命で活躍したフランスの軍人。
バスティーユ襲撃の時に民衆の側に立って活躍し、フランス革命からナポレオンの時代に渡って活躍した。一兵卒から将軍にまでなり、勲章を受け、最後は引退して天寿を全うした。現在でもカルナヴァレ博物館に肖像画が飾られている。
日本ではけれんみ溢れる描写に流れがちなツヴァイクの小説を基にした漫画家・池田理代子の『ベルサイユのばら』の3人の主人公の1人、男装の麗人オスカル・フランソワ・ド・ジャルジェのモデルとして知られており、作中にはピエール・ユラン伍長として登場している。

## 経歴
- 1758年9月6日に商人の息子として生まれる
- 1771年に軍に入隊
- 1772年にスイス傭兵連隊に入る
- 1780年8月7日に軍曹に昇進
- 1793年に将軍になる
- 1841年1月9日にパリで死亡